# Instituce
Instituce (z lat. instituo, ustanovit, zřídit) znamená v sociologii obecně praktikovaný, schvalovaný a předávaný způsob jednání a vztahů. Působí jednak jako mechanismus sociální kontroly a udržování sociálního řádu, jednak jako vzor jednání, který ulehčuje život a usnadňuje spolupráci.
V jiných vědách a v běžné řeči se institucemi často míní také organizace, ústav, orgán to jest více méně trvalé a účelové společenské útvary s jasnou hranicí, členstvím, vnitřní dělbou činností a tak dále.

## Pojem instituce v sociologii
V sociologii se ovšem obojí většinou odlišuje: „Instituce je způsob, jak lidé v dané kultuře dělají nějakou věc, organizace je způsob, jak při tom svoji činnost koordinují. Bankovnictví je instituce, banka je organizace.“
Na instituce lze nahlížet nejméně z dvojího hlediska. Z funkcionálního hlediska, charakteristického pro sociologii, lze zkoumat jejich funkci při uspořádávání a řízení společnosti. Německý sociolog Niklas Luhmann pokládá instituce za trvalá a více méně uzavřená uspořádání, nezbytná proto, že spontánní vznik dobrého uspořádání je krajně nepravděpodobný. Význam institucí je v tom, že udržují taková nepravděpodobná uspořádání, že se reprodukují a vyvíjejí. I v jiných ohledech se podle něho instituce podobají živým buňkám.
Z kulturně-antropologického hlediska se instituce obvykle chápou jako více méně závazné vzorce chování, které usnadňují život tím, že určitá jednání dovolují jaksi automatizovat. Zjednodušují orientaci ve světě („redukují komplexitu“), šetří energii a podstatně usnadňuji spolupráci i velkého počtu lidí. Činí jednání druhých srozumitelnějším a předvídatelnějším, takže také podporují vzájemnou důvěru a pocit soudržnosti. Instituce vznikají jistou typizací jednání (institucionalizací) a podle některých u člověka nahrazují chybějící instinkty.

### Dějiny pojmu
Latinské slovo institutio znamená původně ustanovení, a to jak obecně právní, tak také ustanovení určité osoby do úřadu. Později označovalo také zákoník, sbírku písemných ustanovení, v reformaci dogmatiku (Jan Kalvín). Na společnost pojem použil například Jean-Jacques Rousseau, v moderním významu se jím zabýval Herbert Spencer. Podle něho se společnost dělí na funkční orgány čili instituce. Podle E. Durkheima jsou instituce hlavním tématem sociologie.

### Příklady
Jan Keller uvádí mimo jiné tyto příklady institucí: adopce, bohoslužba, úplatek, demokracie, svátek, úřad, školství, manželství, cech, souboj, klientství, bankovnictví, celibát, příbuzenství, trh, stát, válčení, půst, pozdrav a podobně.

## Typy institucí
- ekonomické
- finanční
- kulturní
- náboženské
- politické
- právní
- společenské
- sportovní
- vzdělávací

Zvláštní typ institucí představují totální instituce, v nichž lidé tráví delší dobu bez přerušení, případně i celý život: nemocnice, domovy, polepšovny, věznice, kláštery, léčebny dlouhodobě nemocných a podobně.

## Institucionalizace
Instituce jsou i kulturní vynálezy či konstrukce, které vznikají typizací a kanonizací osvědčených způsobů jednání, které pak společnost prosazuje a někdy i vynucuje. Jakmile k tomu dojde, mohou často působit dojmem něčeho povinného a samozřejmého, co není možné změnit a dokonce ani nemůže být jinak. Původně mohly být spjaty s určitou společností a její kulturou (například řecká demokracie, italské bankovnictví), velmi často je však přejímají a napodobují i další společnosti.